# Asperula glareosa
Asperula glareosa är en måreväxtart som beskrevs av Friedrich Ehrendorfer. Asperula glareosa ingår i släktet färgmåror, och familjen måreväxter. Inga underarter finns listade i Catalogue of Life.